# Дубровка (Бакалинский район)
Дубровка (баш. Дубровка) — деревня в Бакалинском районе Башкортостана. Основана приблизительно в 1920 году.

## Географическое положение
Расстояние до:
- районного центра (Бакалы): 16 км,
- центра сельсовета (Старые Маты): 2.5 км,
- ближайшей ж/д станции (Туймазы): 95 км.

## История
С 2005 современный статус.
Статус деревня, сельского населённого пункта, посёлок получил согласно Закону Республики Башкортостан от 20 июля 2005 года N 211-з «О внесении изменений в административно-территориальное устройство Республики Башкортостан в связи с образованием, объединением, упразднением и изменением статуса населенных пунктов, переносом административных центров», ст.1:

6. Изменить статус следующих населенных пунктов, установив тип поселения - деревня:
7)в Бакалинском районе:…

ж) поселка Дубровка Староматинского сельсовета

## Население
| 2002 | 2009 | 2010 |
| ---- | ---- | ---- |
| 26   | ↘20  | ↘13  |

Национальный состав
Согласно переписи 2002 года, преобладающая национальность — кряшены(54 %)